# Gerry & The Pacemakers
Gerry & The Pacemakers foi uma banda britânica de rock and roll dos anos 60 formada por Gerry Marsden, Fred Marsden, Les Chadwick e Arthur Mack. Assim como os Beatles eram de Liverpool e empresariados por Brian Epstein. Sua primeira gravação, que atingiu o primeiro lugar na Inglaterra, foi a canção "How do you do it". Obtiveram apenas mais 3 ou 4 êxitos na parada e fizeram um filme ("Ferry cross the Mersey") de pouca repercussão.

## História
Gerry Marsden formou o grupo nos final dos anos 50 com seu irmão, Fred, Les Chadwick e Arthur McMahon. Eles rivalizaram com os Beatles no início da carreira, tocando em Hamburgo, Alemanha e Liverpool, Inglaterra. McMahon (conhecido como Arthur Mack) entrou no piano no lugar de Les Maguire em 1961.
A banda foi a segunda a assinar contrato com Brian Epstein, assinando contrato com a Columbia Records (uma gravadora irmã da gravadora dos Beatles, Parlophone). Eles gravaram o primeiro single em 1963 com a canção "How Do You Do It?", escrita por Murray. A canção também havia sido gravada pelos Beatles mas não foi lançada por eles por preferirem lançar uma canção de própria autoria, "Please Please Me". "How Do You Do It?" gravada com os Gerry & The Peacemakers foi produzida por George Martin e se tornou primeiro lugar nas paradas de sucesso britânica.
O próximo single dos Gerry and The Pacemakers foi outra música de Murray, "I Like It" e de Rodgers e Hammerstein "You'll Never Walk Alone", ambas atingiram o primeiro lugar nas paradas britânica e a última se tornaria a canção favorita cantada pelos torcedores do Livepool Football Club.
Depois destes três sucessos, Gerry & The Pacemakers nunca mais chegaram ao número um na Ingalterra. Gerry Marsden começou a escrever a maioria das músicas do grupo, incluindo "It's Gonna Be All Right", "I'm the One", e "Ferry Cross the Mersey", assim como o primeiro e maior sucesso das paradas de sucesso americana, "Don't Let the Sun Catch You Crying".
Em 1965 eles lançaram um filme, Ferry Cross the Mersey (às vezes lembrado como a versão do Gerry & The Pacemakers para A Hard Day's Night dos Beatles), para o qual Gerry Marsden escreveu maioria das canções da trilha sonora.
No final de 1965, a popularidade do grupo entrou em declínio tanto na Inglaterra quanto nos Estados Unidos. Em 1966 o grupo chegou ao fim. O grupo voltou a se reunir em 1974 para uma turnê mundial e em 1993 para comemorar 30 anos. Freddie Marsden morreu em 9 de dezembro de 2006, aos 66 anos.

## Integrantes
- Gerry Marsden - guitarra e vocal
- Les Chadwick - baixo
- Fred Marsden - bateria
- Arthur Mack - piano
- Les McGuire - piano

## Discografia

### Discografia inglesa
- How do you do it? (1963)
- Ferry Cross the Mersey (1965)

### Discografia americana
- Don't Let The Sun Catch You Crying (1964)
- Second Album (1964)
- Ferry Cross The Mersey (1965)
- I'll Be There (1965)
- Gerry and the Pacemakers' Greatest Hits (1965)
- Girl on a Swing (1966)